# Šamsa Maktúmová
Šamsa Maktúmová (15. srpna 1981, Dubaj) je princezna z dubajské královské rodiny.

## Rodina
Otcem Šamsy je premiér Spojených arabských emirátů Muhammad bin Rášid Ál Maktúm a její matkou Alžířanka Huria Mášová. Její otec má s několika manželkami třicet dětí.

## Pokus o útěk
V červenci 2000 byla s rodinou na dovolené ve Velké Británii. Podařilo se jí prchnout z otcova sídla v Surrey. Poté žila u svých přátel. V srpnu téhož roku byla násilně odvlečena z ulice v Cambridge po návštěvě baru, kde byla s přáteli. „Poslal čtyři arabské muže, aby mě chytli. Měli zbraně a vyhrožovali mi. Odvezli mě na otcův pozemek v Newmarketu, tam mi dali dvě injekce a hrst tablet. Následujícího rána přiletěla helikoptéra a přesunula mě k letadlu, které mě dostalo zpátky do Dubaje,“ napsala pak Šamsa v e-mailové zprávě. Od té doby nebyla na veřejnosti viděna.
Cambridgeshirská policie zahájila vyšetřování v roce 2001, nakonec však „narazilo na slepou uličku, když bylo policistům znemožněno odjet do Dubaje“.
O útěk z rodiny se dvakrát neúspěšně pokusila také její sestra Latífa.
V roce 2019 ze Spojených arabských emirátů uprchla a žije ve Velké Británii také bývalá manželka Muhammada Al Maktúma Hája bint al-Husajn. Šejk se s ní rozvedl podle práva šaría v únoru 2019. V březnu 2020 britský soud dospěl k závěru, že šejk nařídil únos svých dvou dospělých dcer a zorganizoval i zastrašovací kampaň vůči bývalé manželce Háje.